# Énergie au Togo
Le secteur économique de l'énergie aux Togo occupe une place prédominante dans le pays.
Le Togo, est dépendant de la biomasse et des produits pétroliers. Le solaire et l'éolien restent faibles.

## Contexte
Le Togo est un pays d'Afrique de l'Ouest situé dans le golfe de Guinée. Il partage ses frontières avec le Burkina Faso au nord, le Bénin à l'est, le Ghana à l'ouest et l'océan Atlantique au sud. Le pays s'étend sur près de 57 000 kilomètres carrés. Le paysage du Togo comprend des plaines au nord et au sud, des forêts tropicales humides, des forêts de savane et des terres agricoles. Le fleuve le plus long, le Mono, est utilisé pour la production d'énergie grâce à la centrale hydroélectrique du barrage de Nangbeto.
Le mix énergétique du Togo comprend la Biomasse, bois et les résidus agricoles utilisée dans le domaine domestique pour la cuisson et le chauffage.
Les produits pétroliers sont utilisés pour la production d'électricité et le transport. Il s'agit notamment du diesel et d'essence.
En énergie renouvelable, les centrales hydroélectriques et la centrale solaire Cheikh Mohammed Bin Zayed d'une capacité installée de 50MW sont les principaux producteurs.
Un effort est porté sur la formation de professionnels qualifiés par la formation d'ingénieurs, de techniciens, d'agents commerciaux et de gestionnaires,.

## Électricité
En 2021, Le Togo, importe plus de la moitié de l’énergie dont il a besoin du Nigeria et du Ghana.
Plus de 13 % de la consommation d'énergie du provient de sources renouvelables, principalement de l'hydroélectricité. Le pays dispose d'un mix énergétique diversifié, dont la biomasse représente une part importante. La biomasse comprend le bois de chauffage, le charbon de bois et les déchets végétaux. Les produits pétroliers contribuent à un quart des besoins énergétiques, tandis que l'électricité provenant de sources thermiques, hydroélectriques et solaires représente environ 4 %,.
En octobre 2018, EDF et l’entreprise britannique d’électrification BBOXX s’accordent sur une participation du français à l’électrification du pays. Le pays souhaite atteindre une électrification de l’ordre de 50 % aux alentours de 2020 et de 90 % vers 2030.
En avril 2021, la centrale de Kékéli Efficient Power voit le jour. Turbine à gaz de 47 MW sera complétée d’ici la fin de l’année par une turbine à vapeur pour atteindre une puissance de 65,5 MW. Le régime combiné gaz-vapeur « permet de produire plus d’électricité sans consommation additionnelle de gaz et en limitant les rejets de CO2 dans l’atmosphère » et devrait aider le pays à couvrir à 100 % les besoins en électricité de du territoire.

## Production d'énergie électrique
Mix énergétique

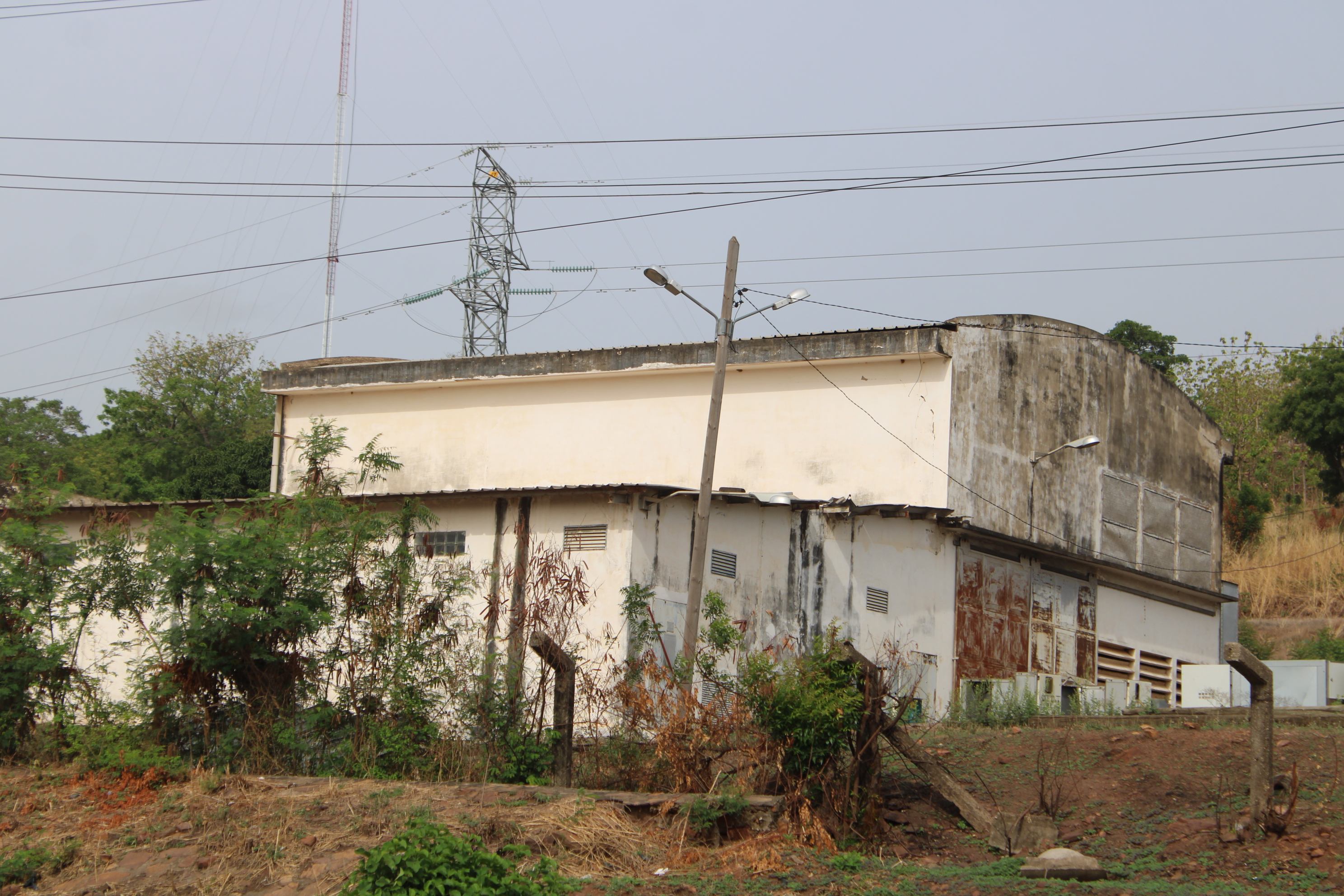
Site de transformation électrique à Atakpamé

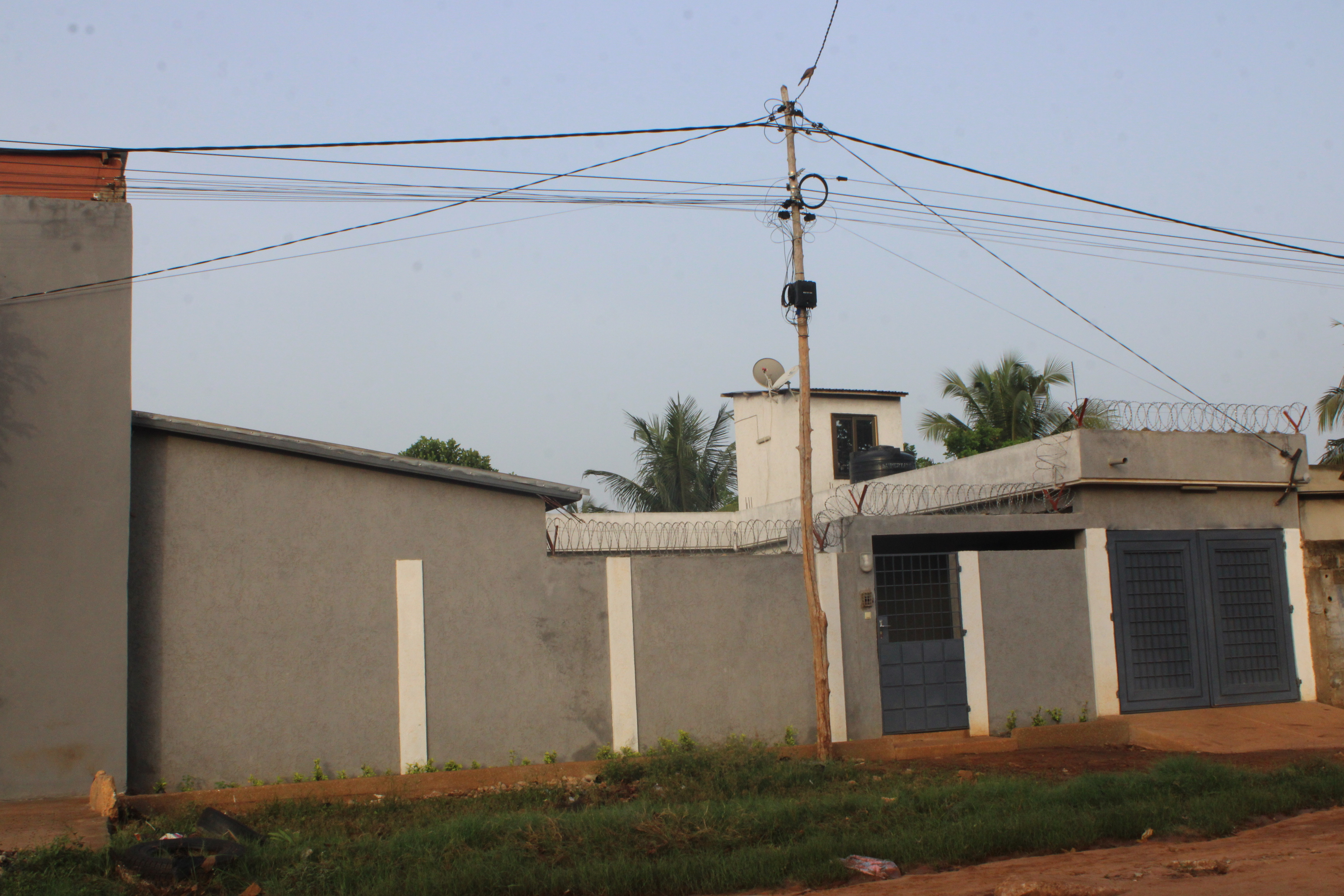
Distribution électrique maison d'habitation à Vakpossito

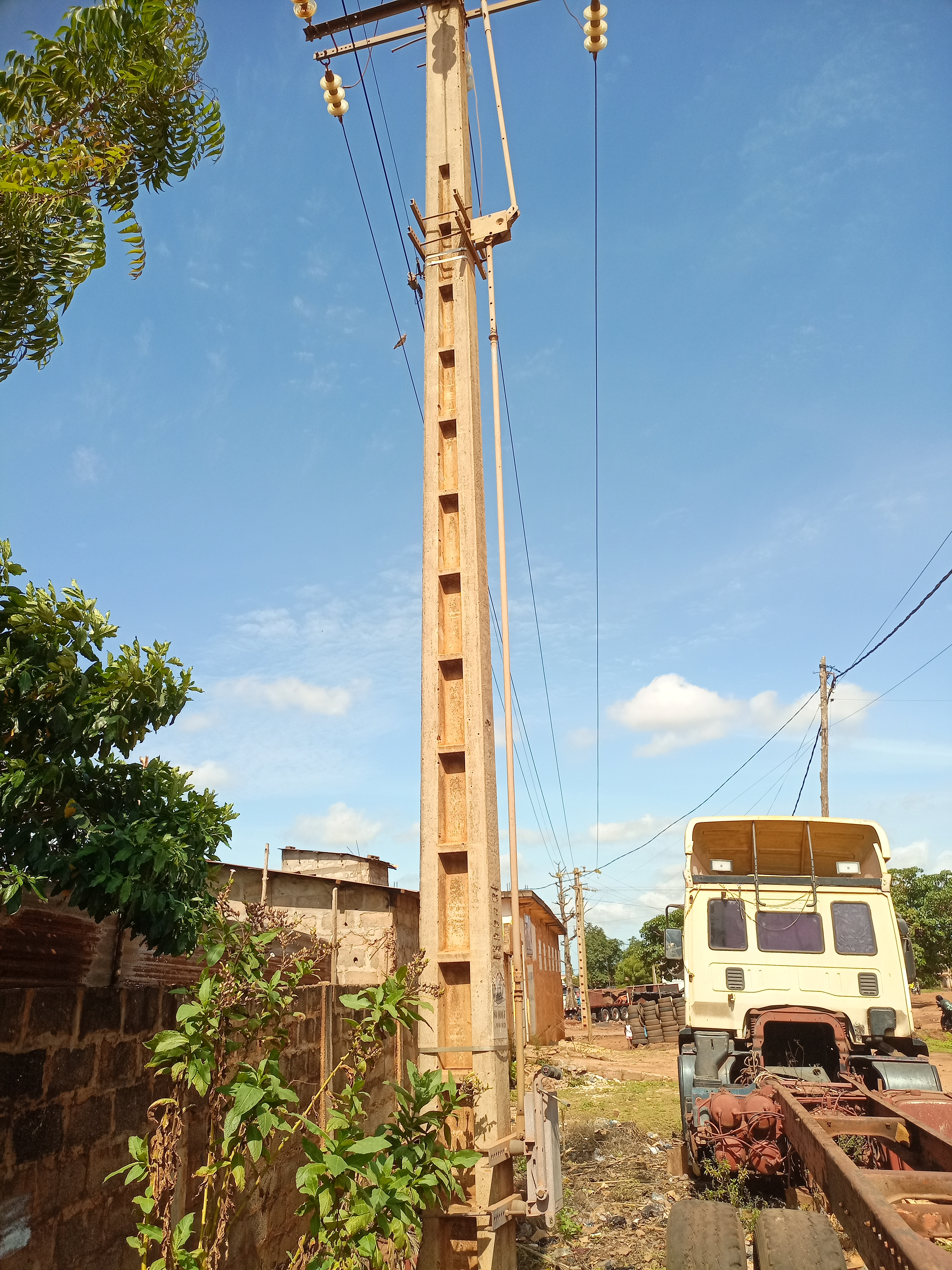
Poteau moyenne tension

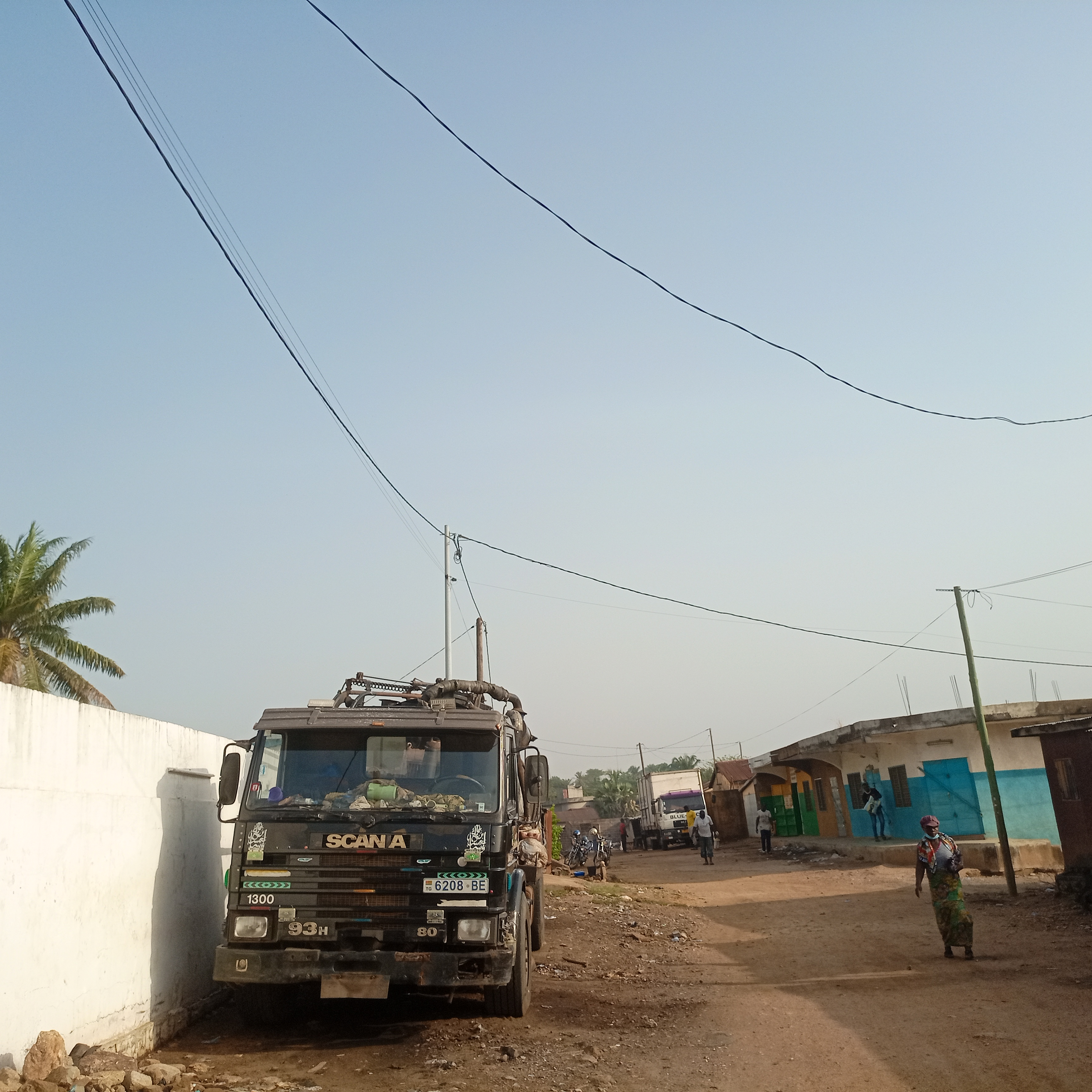
Réseau électrique ligne basse tension à Kara

- Biomasse : La principale source d'énergie du Togo est la biomasse, qui représente environ 76 %. Elle comprend le bois de chauffage, le charbon de bois et les déchets végétaux.
- Produits pétroliers : Les produits pétroliers contribuent à un peu plus d'un quart des besoins énergétiques du Togo.
- L'électricité : L'énergie thermique, l'énergie hydroélectrique et l'énergie solaire représentent collectivement environ 4 % de l'approvisionnement énergétique.
- Accès à l'électricité : Moins de la moitié de la population togolaise a accès à l'électricité. Cependant, des efforts sont faits pour améliorer l'électrification et diversifier le mix énergétique, avec plus de 13% de la consommation finale d'énergie provenant de sources renouvelables, principalement l'hydroélectricité[1],[2].

| Nom           | pourcentage |
| ------------- | ----------- |
| Renouvelables | 13%         |
| Électricité   | 4 %         |
| Biomasse      | 76 %        |
| Autres        | 7 %         |
| Total         | 100 %       |

## Énergies renouvelables
Plus de 13 % de la consommation finale d'énergie du Togo provient de sources renouvelables, principalement de l'hydroélectricité.
Des projets sont en cours pour promouvoir des alternatives plus propres et augmenter la part des énergies renouvelables dans l'approvisionnement énergétique du Togo.
- En juin 2021, Le président togolais Faure Gnassingbé a inauguré à Blitta, la centrale photovoltaïque Cheikh Mohammed Bin Zayed de 50MW, la plus grande d’Afrique de l’Ouest , un complément de 20MW sur le même site devrait être opérationnel avant la fin de l’année[6].
- En décembre 2023, le projet de construction de la centrale solaire photovoltaïque de Sokodé  (64 MW) (préfecture de Tchaoudjo) se précise et devrait lancé mi 2024[7].
- Le Togo investit dans l'éducation aux énergies renouvelables. Le ministère des Travaux publics a approuvé la création de l'Institut de formation alternative pour le développement (IFAD) dédié aux énergies renouvelables à Lomé. Cet institut se concentrera sur la formation à l'énergie solaire et aux autres énergies renouvelables[6].
- Mini-réseau d'électrification solaire : L'Agence togolaise d'électrification rurale (AT2ER) a publié une liste de 129 localités bénéficiant du programme d'électrification solaire en mini-réseau. L'objectif est de couvrir 317 zones rurales et de fournir de l'électricité à environ 45 000 ménages1.
- Diwa Industries et le gaz domestique : Diwa Industries, a investi 7,5 milliards de francs CFA dans son projet de gaz domestique[6].

## Zones rurales
Diverses actions sont menées afin d'améliorer l'accès à l'énergie dans les zones rurales comme la mise en place de systèmes solaires domestiques qui prévoit d'en déployer 550 000 d'ici 2030. Ce programme vise à fournir de l'électricité aux familles rurales, où l'accès n'était que de 8 % en 2017. Le gouvernement offre une subvention mensuelle appelée « chèque CIZO » pour aider les familles à adopter ces systèmes.
Pour étendre l'accès, le Togo collabore avec des entreprises d'énergie hors réseau . Les mesures incitatives comprennent des tarifs préférentiels et un soutien à l'entreposage. La stratégie est décrite comme « un déploiement piloté par le secteur privé, avec un soutien public »,.